# Cantaous
Cantaous (gaskognisch Eths Cantaus) ist eine französische Gemeinde mit 433 Einwohnern (Stand 1. Januar 2022) im Département Hautes-Pyrénées in der Region Okzitanien; sie gehört zum Arrondissement Bagnères-de-Bigorre und zum Gemeindeverband Neste Barousse. Seine Bewohner nennen sich Cantaousiens/Cantaousiennes.

## Geografie
Die GemeindeCantaous liegt auf dem Plateau von Lannemezan, vier Kilometer östlich der Stadt Lannemezan an der Grenze zum Département Haute-Garonne. Die Gemeinde besteht aus dem Dorf Cantaous, zahlreichen Häusergruppen entlang der D74 und D159 sowie wenigen Einzelgehöften. Der Bach Rigole du Lavet durchzieht die Gemeinde und bildet teilweise die nördliche Gemeindegrenze. Verkehrstechnisch liegt die Gemeinde an der D24 und D74 und wird von der A64 durchquert.
Umgeben wird Cantaous von den Nachbargemeinden Pinas im Norden, Villeneuve-Lécussan (im Département Haute-Garonne) im Nordosten, Saint-Laurent-de-Neste im Osten, Tuzaguet im Süden, Escala im Westen sowie Lannemezan im Nordwesten.

## Geschichte
Ein Ort namens Les Cantaux tauchte erstmals im 18. Jahrhundert auf einer Karte von Cassini auf. Im Mittelalter lag der Ort innerhalb der Region Nébouzan, die ein Teil der Provinz Gascogne war. Cantaous lag von 1957 bis 2015 im Kanton Saint-Laurent-de-Neste. Die Gemeinde ist seit 1957 dem Arrondissement Bagnères-de-Bigorre zugeteilt. Im Jahr 1957 spaltete sie sich von der bisherigen Gemeinde Tuzaguet ab.

## Bevölkerungsentwicklung
| Jahr                       | 1962 | 1968 | 1975 | 1982 | 1990 | 1999 | 2006 | 2014 | 2020 |
| Einwohner                  | 347  | 368  | 382  | 444  | 472  | 438  | 437  | 440  | 440  |
| Quellen: Cassini und INSEE |      |      |      |      |      |      |      |      |      |

## Sehenswürdigkeiten
- Église de l’Assomption (Himmelfahrts-Kirche)
- Denkmal für die Gefallenen[1]
- Wegkreuz an der Kreuzung D74/D75

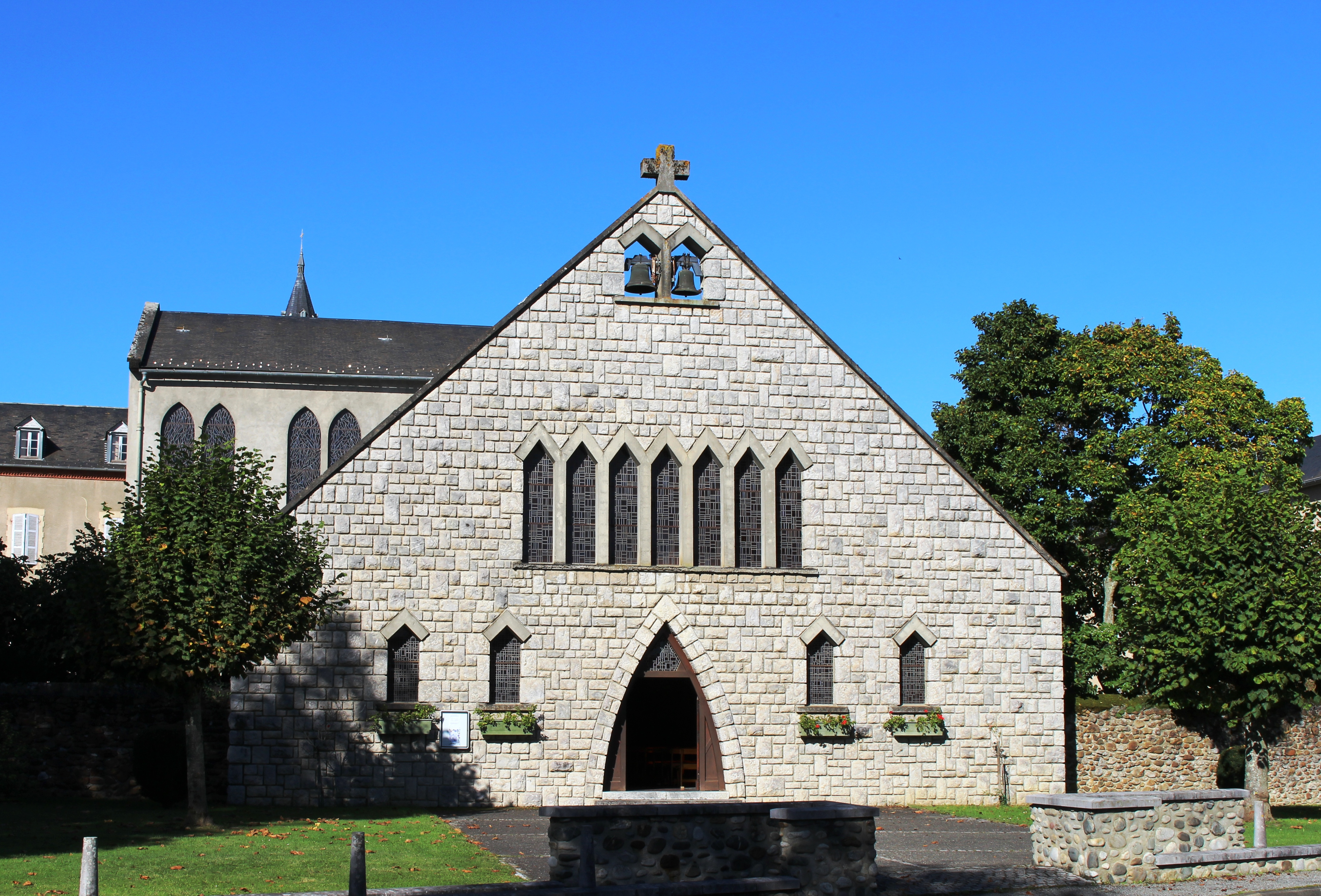
Himmelfahrts-Kirche
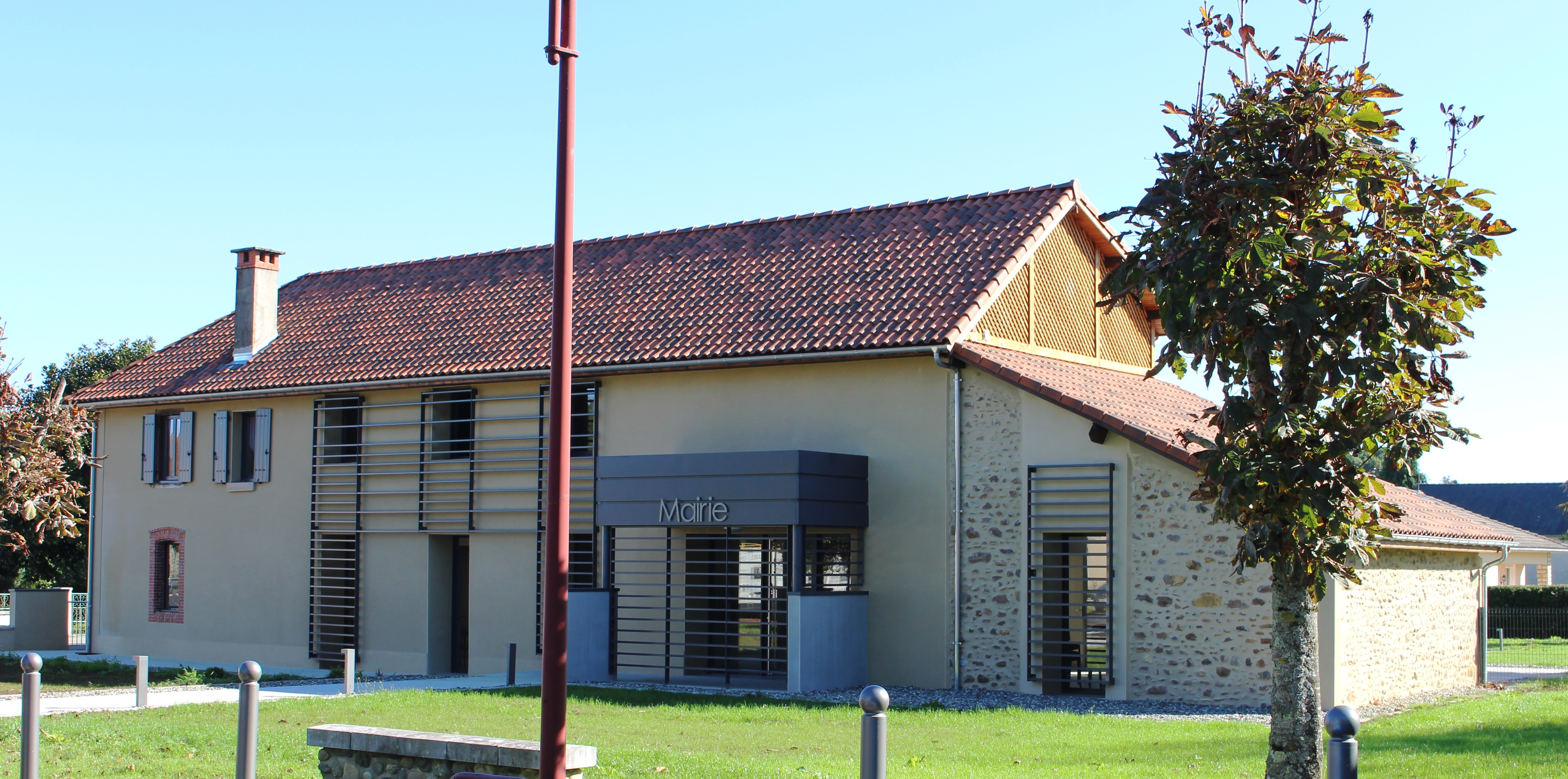
Mairie (Rathaus)
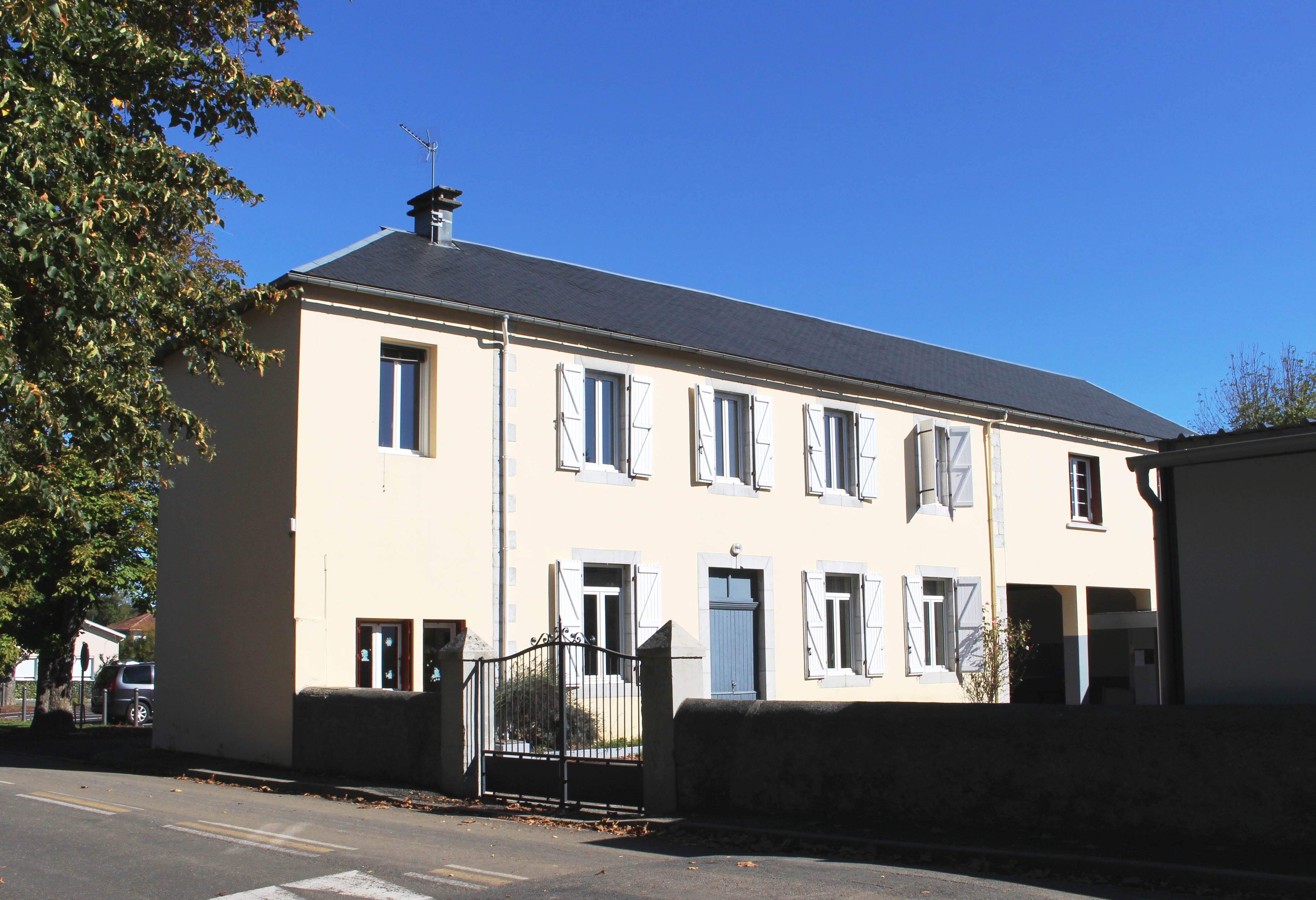
Schule
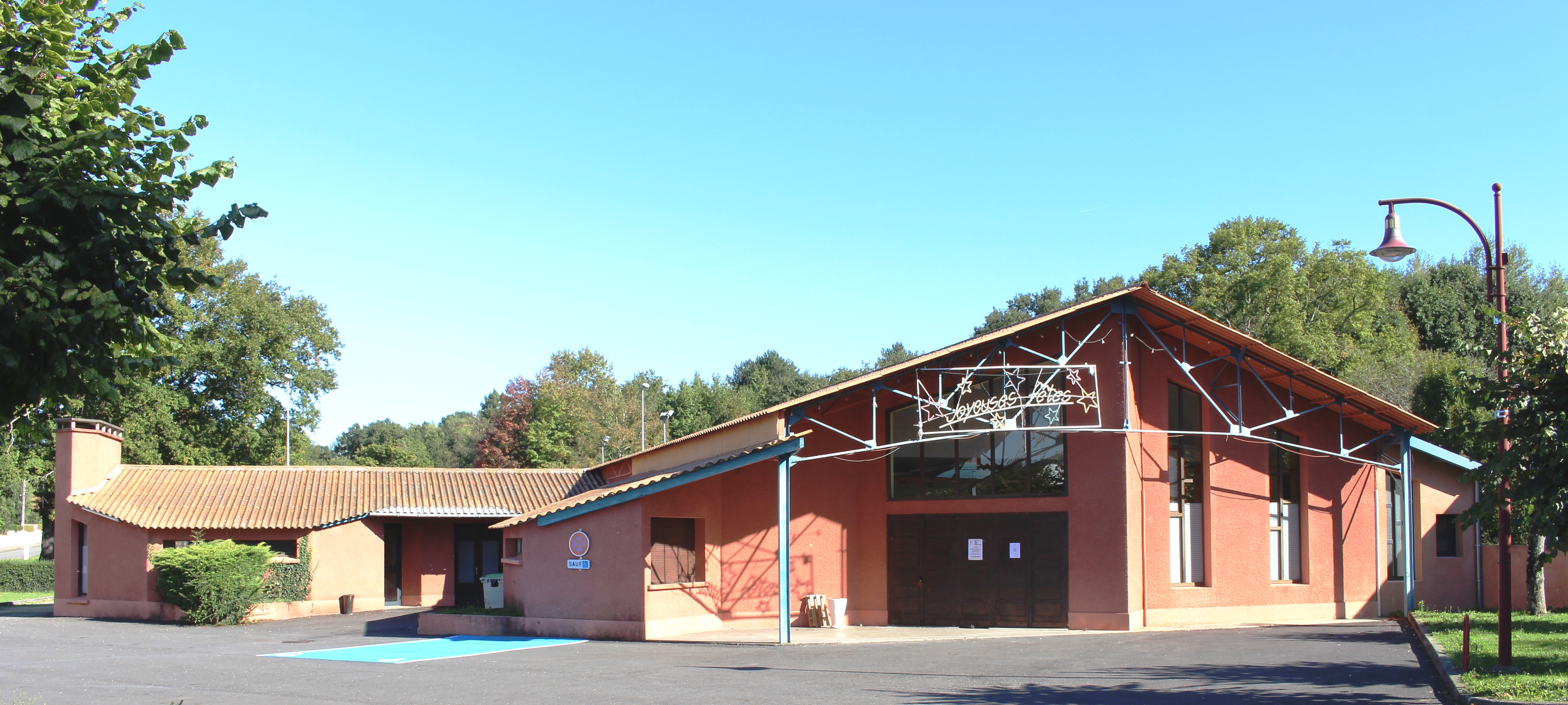
Gemeindefesthalle
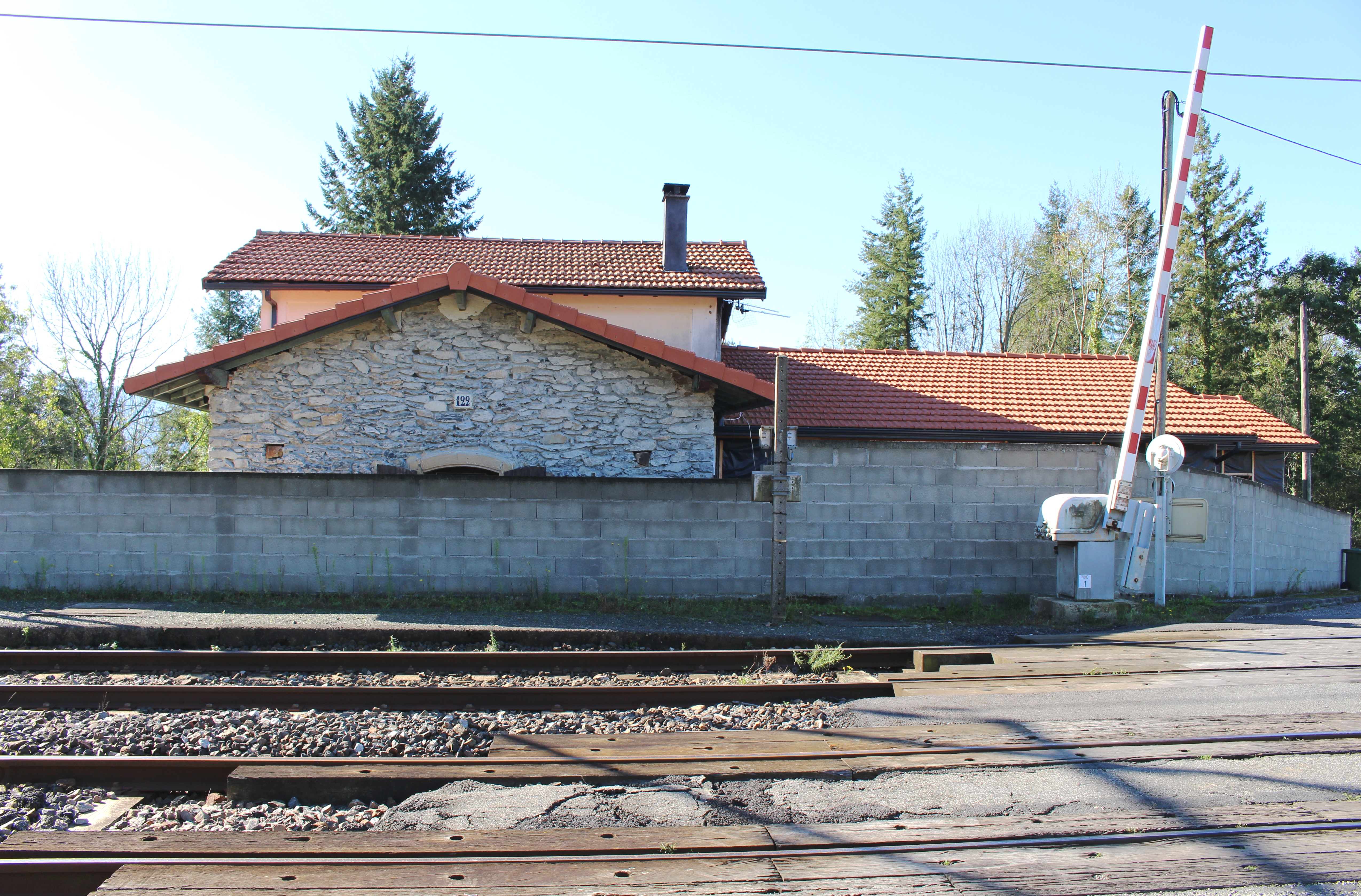
Bahnhof
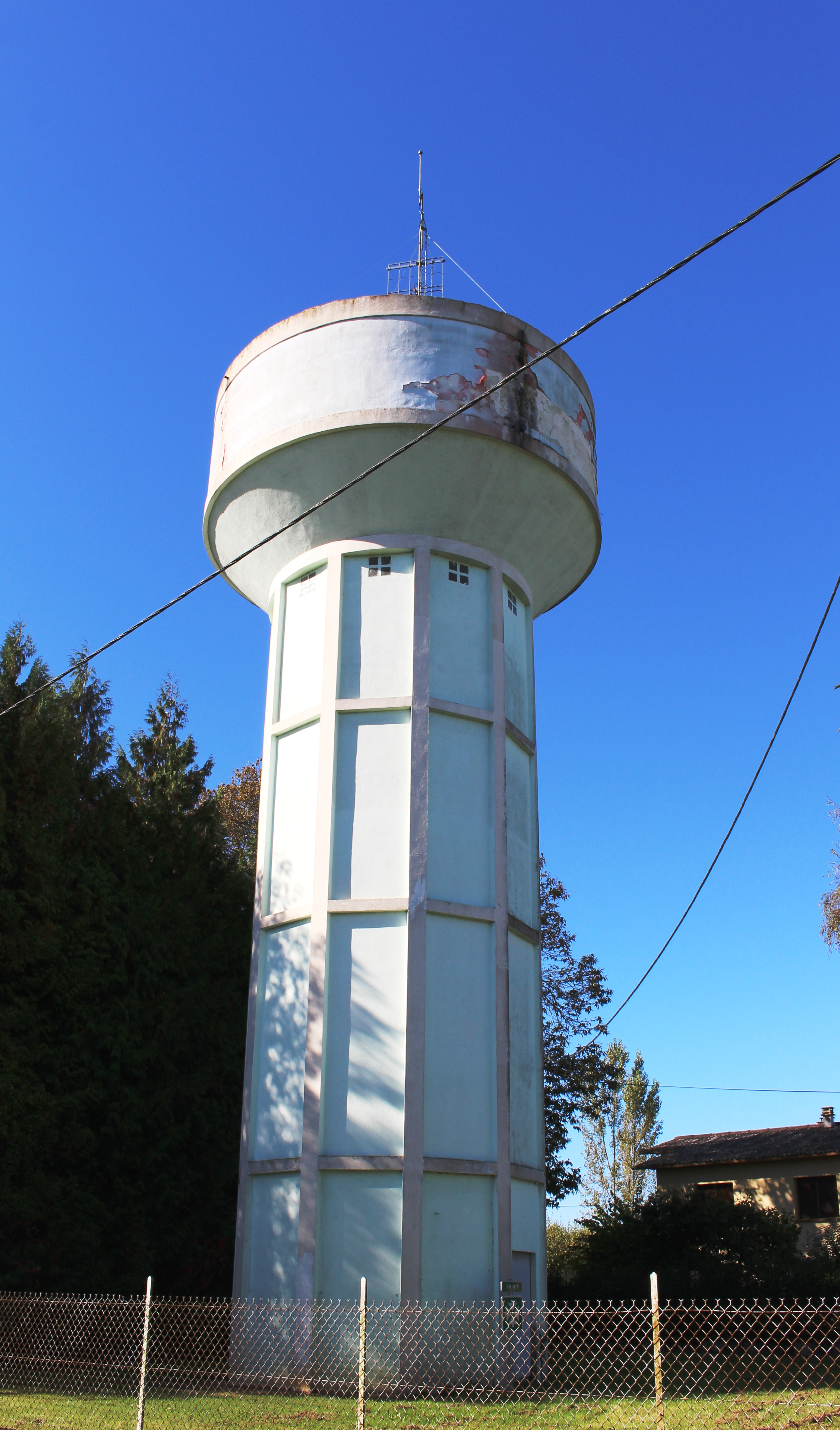
Wasserturm
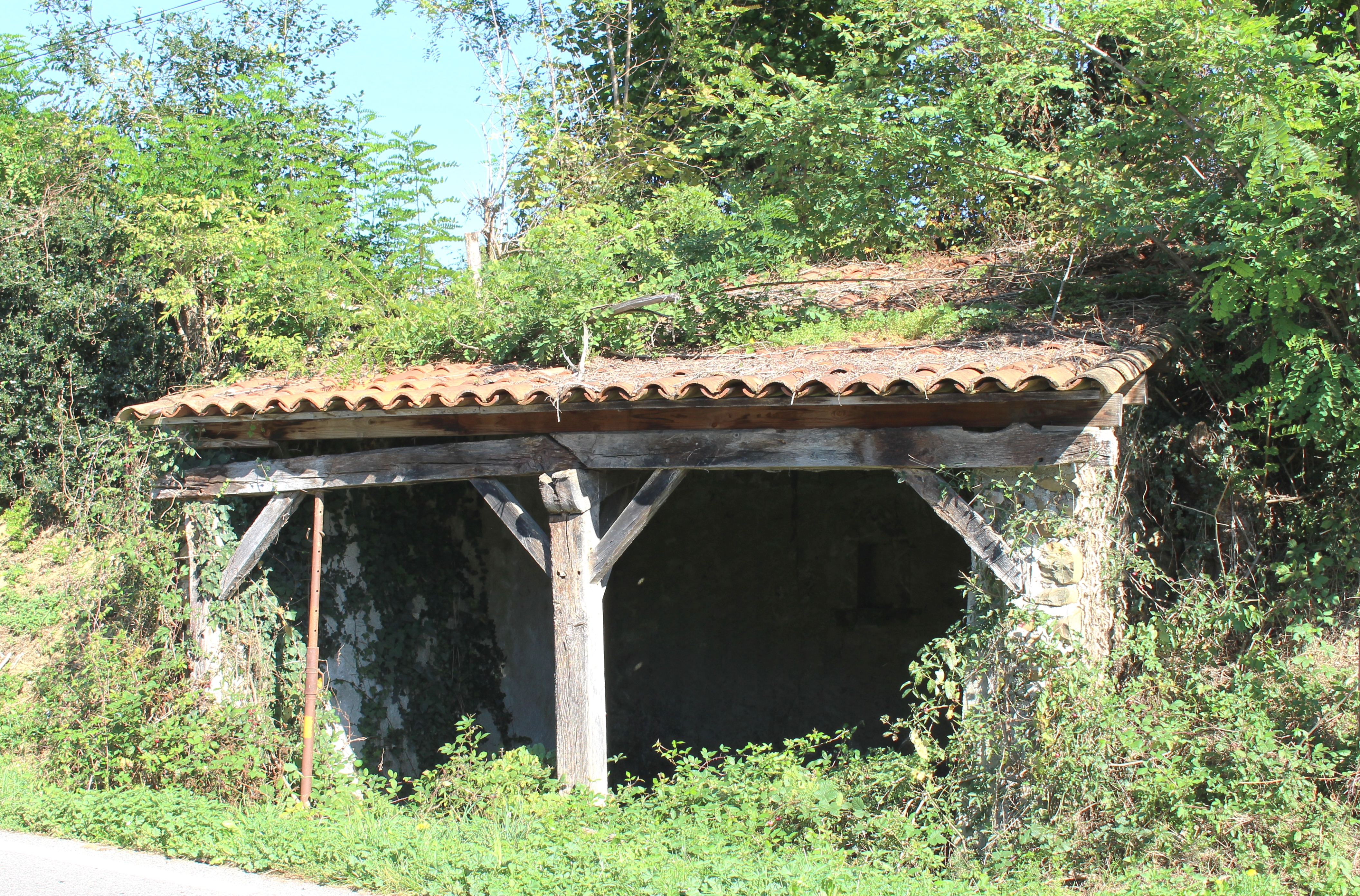
Ehemaliges öffentliches Waschhaus
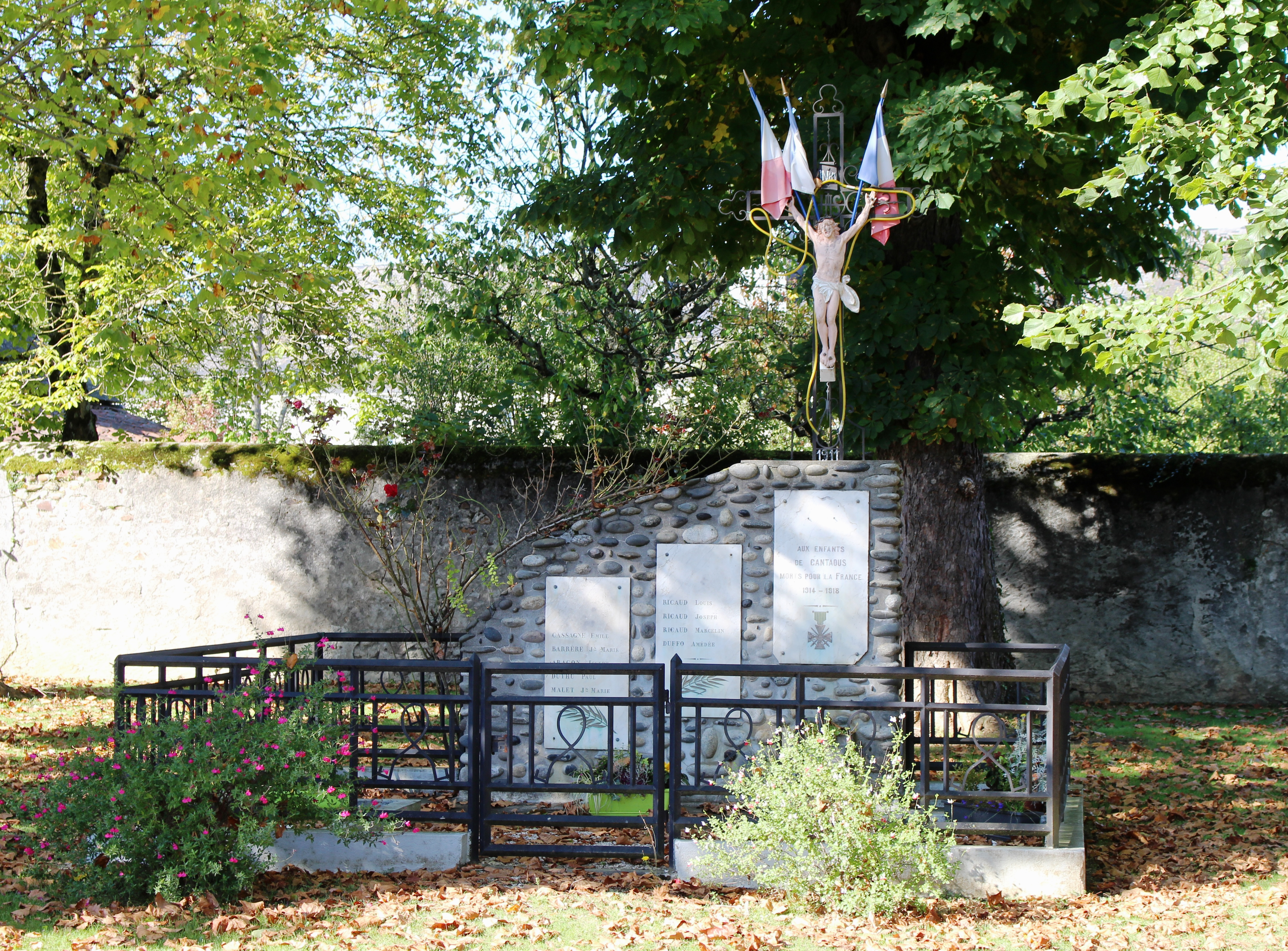
Gefallenendenkmal